# Jarilla (släkte)
Jarilla är ett släkte av tvåhjärtbladiga växter. Jarilla ingår i familjen Caricaceae.
Kladogram enligt Catalogue of Life:
| Jarilla | \| \| Jarilla chocola \| \| \| \| \| \| Jarilla heterophylla \| \| \| \| \| \| Jarilla nana \| \| \| \| |
|         | \| \| Jarilla chocola \| \| \| \| \| \| Jarilla heterophylla \| \| \| \| \| \| Jarilla nana \| \| \| \| |
|         | Carica                                                                                                  |
|         | |
|         | Cylicomorpha                                                                                            |
|         | |
|         | Jacaratia                                                                                               |
|         | |
|         | Vasconcellea                                                                                            |
|         | |
|         | Jarilla chocola                                                                                         |
|         | |
|         | Jarilla heterophylla                                                                                    |
|         | |
|         | Jarilla nana                                                                                            |
|         | |

|  | Jarilla chocola      |
|  |                      |
|  | Jarilla heterophylla |
|  |                      |
|  | Jarilla nana         |
|  |                      |

## Bildgalleri